# Hay Day
Hay Day es un videojuego para móviles tipo freemium de agricultura desarrollado y publicado por Supercell. Hay Day fue lanzado para iOS el 21 de junio de 2012 y posteriormente, en 2013 se lanzaría su versión en Android. Según un informe de 2013, Supercell ganó 30 millones de dólares al mes gracias a Hay Day y a Clash of Clans, otro juego creado por Supercell. En 2013, Hay Day fue el cuarto juego más alto en ingresos generados.

## Trama
El tío del jugador decide jubilarse y dejar una granja, pero le ofrece al jugador la oportunidad de quedársela y cuidarla. El juego comienza con la presentación de un espantapájaros que enseña al jugador acerca de la cosecha del trigo. Al vender cultivos o productos, el jugador ganará monedas que podrán usarse para comprar edificios de producción, mascotas y artículos de decoración. Al hacerlo, también obtendrá puntos de experiencia (EXP), que permiten subir de nivel. A medida que avance el juego, Angus, un amigo del tío del jugador, será introducido en la trama y enseñará acerca de la pesca. Mientras vas avanzando, podrás ampliar tanto la granja, cómo las máquinas que se te vayan desbloqueando por niveles.
Los jugadores pueden agruparse en "vecindarios", donde los miembros participarán en los "Derbis" que son competencias entre más vecindarios, los cuales son atreves de tareas, también pueden ayudarse mutuamente cuando lo necesiten, conversar entre ellos o donar artículos, entre otros. Solo podrán donar 20 objetos al día y pedir cosas cada 6 horas. 

## Jugabilidad
Varios cultivos se desbloquean en diferentes etapas del juego; cultivos como el trigo y los plátanos, y árboles frutales y arbustos. El jugador también puede comprar animales de granja, pescar y capturar animales acuáticos como peces, langostas y patos; y comprar animales de compañía que deben ser alimentados para obtener EXP. El jugador podrá expandir los terrenos de su granja más tarde en el juego. El juego requiere una conexión continua a Internet.

## Personajes
Los personajes de Hay Day no son jugables.
- Tom: se desbloquea en el nivel 14 y nos permite comprar la mayoría de productos a nuestra elección (excepto materiales de ampliación y mejora). La primera vez, permanece sin coste durante tres días. A partir de entonces, se le puede contratar con diamantes.
- Greg: es un visitante habitual al que siempre se puede visitar desde la barra de amigos. De vez en cuando compra en el puesto de venta del jugador y a su vez, en su puesto cada día hay artículos nuevos.
- Jornaleros: se desbloquean en el nivel 33. Rose ayuda con la elaboración de pienso y la alimentación y recogida de productos de animales y Ernest ayuda con la producción de la lechería y la azucarera. La primera vez, se quedan gratis durante siete días. Después se les puede contratar con diamantes.
- Alfred: Alfred viene todos los días a las 12:00 a. m. UTC para entregar las cartas de agradecimiento.
- Angus: Angus es el pescador del pueblo. (se desbloquea en el nivel 27, cuando el lago esté disponible)
- Espantapájaros: Es un espantapájaros que habla, guía a los jugadores durante todo el juego
- Visitantes del pueblos: Entre los visitantes del pueblo se encuentran; la actriz, la bailarina, el forzudo, el gran maestro, el lugareño, el mecánico, la profesora, la señorita, el vaquero y el vendedor.

## Recepción
Pocket Gamer le otorgó un premio de bronce. En la Google Play tiene una recepción de 4,5 sobre 5  y en la App Store tiene una recepción de 4,5 sobre 5.